# Прая (община)
Прая е една от общините на Кабо Верде. Разположена е в южната част на остров Сантяго. В тази община е разположена столицата на Кабо Верде – град Прая. Площта на общината е 258 км², а населението, по предварителна оценка за юли 2019 г., е 166 550 души. Повече от 90 % от населението на общината живее в град Прая. Общината включва само една енория – Носа Сеньора де Граса.

## Населението през годините
| Година | Население |
| ------ | --------- |
| 1990   | 61 644    |
| 2000   | 94 757    |
| 2003   | 101 000   |
| 2005   | 113 664   |
| 2019   | 166 550   |